# Händelse
För andra betydelser, se Händelse (olika betydelser).
| Händelse |
| --- |
| Bladet som faller från trädet motsvarar en händelse. - Betydelse – avgränsat skeende - Varianter – incident, tillbud, olycka, evenemang, brott, upptäckt - Relaterade ord – rumtid, relativitetsteori, programmering |

En händelse är ett avgränsat skeende, som är möjligt att iaktta men åtminstone i någon mening oplanerat. En händelse med möjliga negativa konsekvenser kan benämnas tillbud, med inträffade negativa konsekvenser olycka (även olyckshändelse), medan en planerad och arrangerad händelse – särskilt om den har kulturell eller kommersiell betydelse – kan benämnas evenemang.

## Specifika betydelser, avledningar
Det finns inom vetenskap och teknik särskilda betydelser för begreppet händelse. Inom datorprogrammering är en händelse ett begrepp med en teknisk betydelse (i samband med exekveringen av kod). Inom relativitetsteorin är en händelse en punkt i den fyrdimensionella rumtiden. Inom sannolikhetsteorin är en händelse ett av flera möjliga utfall.
Ordet händelse har gett upphov till en mängd avledningar inom olika vetenskaper eller sammanhang. Inom astronomin är en händelsehorisont en "plats utan återvändo", medan en händelse ger upphov till en mängd efterföljande händelser kan bilda en händelsekedja.
I talspråk kan en händelse vara en tillfällig omständighet.
Händelse är i sin grundläggande form en filosofisk term. Den är ett avgränsat skeende i ett visst ögonblick och på en viss plats.

## Före och efter
En händelse omgärdas i regel av omständigheter, orsaker och konsekvenser. Den kan sägas föregås av ett förspel och följas av ett efterspel.